# Maggie Barrie
Margaret „Maggie“ Vanessa Barrie (* 29. Mai 1996) ist eine sierra-leonische Leichtathletin, die sich auf den Sprint spezialisiert hat.

## Sportliche Laufbahn
Erste internationale Erfahrungen sammelte Maggie Barrie bei den Weltmeisterschaften 2017 in London, bei denen sie mit 53,20 s im Vorlauf ausschied. 2018 nahm sie im 400-Meter-Lauf an den Afrikameisterschaften in Asaba teil und belegte dort in 52,06 s den vierten Platz. Im Jahr darauf nahm sie erstmals an den Afrikaspielen in Rabat teil und schied dort über 400 Meter mit 54,39 s in der ersten Runde aus. Zudem belegte sie im 200-Meter-Lauf in 23,57 s Rang sechs und wurde mit der sierra-leonischen 4-mal-400-Meter-Staffel in 3:47,74 min Siebte. Anschließend startete sie über 400 m bei den Weltmeisterschaften in Doha und schied dort mit 52,16 s in der ersten Runde über 400 m aus. Nachdem sie 2021 die Qualifikationsmarke über 400 m für die Olympischen Sommerspiele in Tokio hauchdünn verpasst hatte, durfte sie dank einer Wildcard über 100 m starten und überstand dort die Vorausscheidung und schied dann mit 11,45 s im Vorlauf aus. Während der Eröffnungsfeier war sie, gemeinsam mit dem Judoka Frederick Harris die Fahnenträgerin ihrer Nation.
Barrie ist Studentin an der Ohio State University.

## Bestleistungen
Sie hat über alle Distanzen, mit Ausnahme der 60 Meter in der Halle, den sierra-leonischen Rekord aufgestellt.
- 100 Meter: 11,40 s (+1,0 m/s), 6. Juli 2019 in Montverde
  - 60 Meter (Halle): 7,47 s, 26. Januar 2018 in New York City
- 200 Meter: 23,27 s (+0,4 m/s), 21. April 2018 in Columbus
  - 200 Meter (Halle): 23,99 s, 6. Februar 2016 in New York City
  - 300 Meter (Halle): 37,95 s, 26. Januar 2019 in Boston
- 400 Meter: 51,36 s, 13. Mai 2018 in Bloomington
  - 400 Meter (Halle): 53,28 s, 9. März 2018 in College Station